# Brandhorn
Brandhorn är ett berg i Österrike.   Det ligger i distriktet Zell am See och förbundslandet Salzburg, i den centrala delen av landet, 270 km väster om huvudstaden Wien. Toppen på Brandhorn är 2 610 meter över havet, eller 188 meter över den omgivande terrängen. Bredden vid basen är 3,8 km.
Terrängen runt Brandhorn är bergig åt nordost, men åt sydväst är den kuperad. Närmaste större samhälle är Saalfelden am Steinernen Meer, 11,7 km väster om Brandhorn. 
I omgivningarna runt Brandhorn växer i huvudsak blandskog. Runt Brandhorn är det ganska glesbefolkat, med 42 invånare per kvadratkilometer.